# Ioan Slavici
Ioan Slavici (18. ledna 1848 Șiria – 17. srpna 1925 Panciu) byl rumunský spisovatel, klasik realistické venkovské prózy. Jeho nejvýznamnějším dílem je román Mara (česky vyšel v roce 1973).

## Život
Studoval práva v Budapešti a Vídni, kde se spřátelil s Mihaiem Eminescem, který ho přivedl do vlasteneckého literárního spolku Junimea. Po návratu do vlasti pracoval Slavici jako notář, učitel a novinář, v roce 1881 vydal první sbírku povídek. V roce 1882 se stal korespondentem Rumunské akademie. Angažoval se v boji za práva Rumunů žijících v Sedmihradsku a v roce 1888 byl uherskými úřady uvězněn.
Po propuštění přesídlil do Bukurešti a získal rumunské občanství. Pracoval pro časopisy Vatra a Ziua. Jako publicista vyjadřoval germanofilské a antisemitské názory, za první světové války odmítal připojení Rumunska ke státům Dohody. Po dobytí Bukurešti vojsky ústředních mocností spolupracoval s okupanty a po válce byl proto vězněn za vlastizradu.
V Aradu je po něm pojmenováno městské divadlo.